# John William Douglas

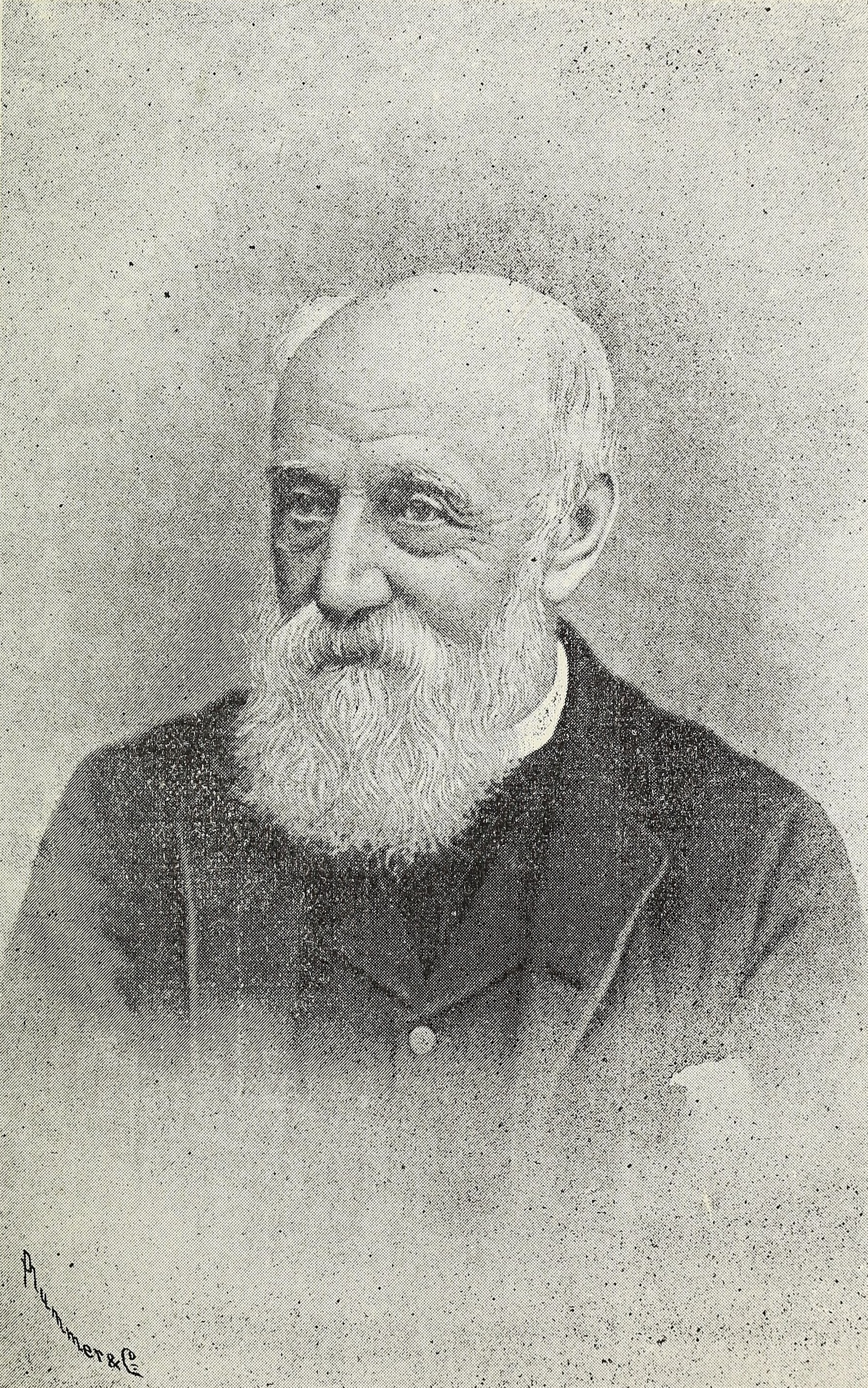
John William Douglas (1891)

John William Douglas (* 15. November 1814 in Putney, London; † 28. Juli 1905 in Garlesden) war ein britischer Entomologe und Experte für Kleinschmetterlinge.

## Leben
Douglas, dessen Vater aus Edinburgh kam, wurde durch einen Streich seiner Mitschüler (man entzündete die Feuerwerkskörper in seiner Hose) so schwer verletzt, dass er zwei Jahre ans Bett gefesselt war. Er begann sich in dieser Zeit mit Botanik zu befassen, speziell botanischem Zeichnen, und wurde darin so gut, dass er am Botanischen Garten in Kew angestellt wurde. Dort begann er Insekten zu sammeln. Auch darin bildete er sich zum Experten und wurde vom Entomologen Henry Tibbats Stainton (1822–1892) zum internationalen Sammelwerk über die Tineina hinzugezogen (einer Untergruppe der Ditrysia.) Hauptberuflich war er bis zur Pensionierung 1884 beim Zoll (Customs House), wo er im gehobenen Dienst war und bei einer Gelegenheit von Premierminister Gladstone 100 Pfund als Dank für eine Inspektionsreise europäischer Weingüter bekam. Sein Hauptwerk ist eine Monographie über Schnabelkerfe (Hemiptera), zusammen mit John Scott. Er schrieb auch ein zu seiner Zeit erfolgreiches populärwissenschaftliches Buch über Insekten. 
Er war 1860/61 Präsident der Royal Entomological Society (und Mitglied seit 1845) und Herausgeber von The Entomologist´s Monthly Magazine. Seine Sammlung ist im Natural History Museum. Seine Bibliothek vermachte er der Royal Entomological Society.

## Schriften
- mit John Scott: The British Hemiptera, Band 1: Hemiptera-Heteroptera, Ray Society 1865 (die Folgebände erschienen nie), Archive
- mit Henry Tibbats Stainton, Philipp Christoph Zeller, Heinrich Frey: The Natural History of the Tineina, 13 Bände, 1855 bis 1873 (es erschienen englische, französische, deutsche und lateinische Ausgaben)
- The World of Insects, London 1856